# Beech Creeps
Beech Creeps is een Amerikaanse indierockband. De band werd opgericht door zanger-gitarist Mark Shue (Chomper, ESP Ohio, Guided by Voices), bassist Zach Lehrhoff (Ex Models, Knyfe Hyts, Pterodactyl, The Seconds, Upper Wilds) en drummer Luke Fasano (People Get Ready, Yeasayer). In 2015 werd Fasano opgevolgd door Brian Chase (Yeah Yeah Yeahs).
Het eponieme debuutalbum Beech Creeps kwam uit op 23 februari 2015. Het album is geproduceerd door Jonathan Schenke (Eaters). Caitlin White van Stereogum noemde het album "rauw en bloeddorstig". In 2016 volgde de ep Can't swim. De band ging kort touren in eigen land ter promotie van de ep. Anno 2018 gaf de band af en toe nog optredens.